# Angela Eiter
Angela Eiter (Arzl im Pitztal, 27 gennaio 1986) è un'arrampicatrice austriaca.
Pratica l'arrampicata in falesia e il bouldering e ha gareggiato nelle competizioni di difficoltà.
Ha vinto tre Coppe del mondo lead consecutive, dal 2004 al 2006 e quattro Campionati del mondo.

## Biografia
Ha cominciato ad arrampicare a undici anni quando la sua scuola le offrì la possibilità di provare questo sport. I genitori la accompagnavano al palazzetto di arrampicata ad Imst. A quindici anni ha salito il suo primo 8a (indoor). Nel 2002, raggiunti i sedici anni, ha cominciato a partecipare alla Coppa del mondo lead di arrampicata. Nel 2003 ha vinto la sua prima gara di Coppa ad Aprica. Da allora ha iniziato una serie interminabile di successi che l'hanno portata a vincere tre Coppe del mondo consecutive: nel 2004, nel 2005 vincendo ben otto gare su nove e nel 2006 vincendo sette gare su dieci.
Ha vinto inoltre ben quattro campionati del mondo nella specialità lead: l'edizione 2005 a Monaco di Baviera, l'edizione 2007 ad Avilés, l'edizione 2011 ad Arco e l'edizione 2012 a Parigi.
Per queste straordinarie prestazioni le è stato conferito La Sportiva Competition Award nel 2006.
Nel settembre 2008, durante la terza prova di Coppa del mondo a Berna ha avuto un serio incidente alla spalla sinistra, per il quale è stata operata dieci giorni dopo in artroscopia. Ha dovuto così interrompere prematuramente la stagione e affrontare nove mesi di riabilitazione. Ha ripreso a gareggiare al luglio successivo in occasione del Campionato del mondo di arrampicata 2009 a Qinghai.
Nel 2013 ha annunciato il suo ritiro dalle competizioni.
Nel settembre 2014 centra in falesia il suo primo 9a salendo Hades nella falesia di Götterwandl (AUT), replicando qualche mese dopo salendo Big Hammer a Pinswang (AUT). Per il terzo 9a bisogna aspettare l'aprile 2015, quando la climber austriaca ripete Era Vella a Margalef (ESP).
Nell'ottobre 2017 sale La planta de Shiva 9b a Villanueva de Rosario (ESP), diventando così la prima donna nella storia a salire una via di questo grado. Con tale realizzazione Angela si attesta definitivamente come una delle atlete più forti di sempre in questo sport. 

## Palmarès

### Coppa del mondo
|      | 2002 | 2003 | 2004 | 2005 | 2006 | 2007 | 2008 | 2009 | 2010 | 2011 |
| ---- | ---- | ---- | ---- | ---- | ---- | ---- | ---- | ---- | ---- | ---- |
| Lead | 18   | 3    | 1    | 1    | 1    | 2    | 13   | 4    | 3    | 4    |

### Campionato del mondo
|      | 2003 | 2005 | 2007 | 2009 | 2011 | 2012 |
| ---- | ---- | ---- | ---- | ---- | ---- | ---- |
| Lead | 7    | 1    | 1    | 5    | 1    | 1    |

## Statistiche

### Podi in Coppa del mondo lead
| Stagione | 1º | 2º | 3º | Podi totali |
| -------- | -- | -- | -- | ----------- |
| 2003     | 2  | 3  |    | 5           |
| 2004     | 4  | 1  |    | 5           |
| 2005     | 8  | 1  |    | 9           |
| 2006     | 7  | 1  | 1  | 9           |
| 2007     | 2  | 3  |    | 5           |
| 2008     |    | 1  |    | 1           |
| 2009     |    | 2  |    | 2           |
| 2010     |    |    | 2  | 2           |
| 2011     | 2  | 1  | 1  | 4           |
| Totale   | 25 | 13 | 4  | 42          |

## Falesia

### Lavorato
- 9b/5.15b:
  - La planta de Shiva - Villanueva de Rosario (ESP) - ottobre 2017[10] - Primo 9b femminile della storia
- 9a/5.14d:
  - Era Vella - Margalef (ESP) - aprile 2015[11]
  - Big Hammer - Pinswang (AUT) - novembre 2014[12]
  - Hades - Götterwandl (AUT) - settembre 2014[13]
- 8c+/5.14c:
  - Ingravids Extension - Santa Linya (ESP) - novembre 2010[14]
  - Claudio Café - Terra Promessa (ITA) - 2007[15]
- 8c/5.14b:
  - White Zombie - Baltzola Cave (ESP) - 2009[16]
  - Strelovod - Mišja Peč (SLO) - 2008
  - Bodybuilding - Bürs (AUT) - 2007
  - Nobody is Perfect - Bürs (AUT) - 2007

### A vista
- 8b/+
  - Tanz der Moleküle - Lechtal (AUT) - 2015[17]
- 8b
  - Skyline - Bürs (AUT) - 2006[17]

## Boulder
Diversi boulder di 8A e 8A+, almeno un 8B (nel 2014).

## Riconoscimenti
- La Sportiva Competition Award nel 2006